# (500022) 2011 QU94
(500022) 2011 QU94 es un asteroide perteneciente al cinturón de asteroides, descubierto el 31 de agosto de 2011 por el equipo del Pan-STARRS desde el Observatorio de Haleakala, Hawái, Estados Unidos.

## Designación y nombre
Designado provisionalmente como 2011 QU94.

## Características orbitales
2011 QU94 está situado a una distancia media del Sol de 3,116 ua, pudiendo alejarse hasta 3,203 ua y acercarse hasta 3,030 ua. Su excentricidad es 0,027 y la inclinación orbital 15,40 grados. Emplea 2009,76 días en completar una órbita alrededor del Sol.
Los próximos acercamientos a la órbita de Júpiter se producirán el 30 de mayo de 2033, el 15 de mayo de 2104 y el 1 de diciembre de 2176, entre otras.

## Características físicas
La magnitud absoluta de 2011 QU94 es 15,6.